# Sint-Clemenskerk (Münster)
De Sint-Clemenskerk (Duits: Clemenskirche) in de Westfaalse stad Münster is een in de jaren 1745-1753 gebouwde klooster- en hospitaalkerk. De kerk werd gebouwd naar ontwerp van Johann Conrad Schlaun en ligt An der Clemenskirche.

## Geschiedenis
De kerk was oorspronkelijk het hoekgebouw van een vleugel van het Clemenshospitaal. Het gehele complex werd echter in de Tweede Wereldoorlog grotendeels verwoest. Na de oorlog kreeg het ziekenhuis op een andere plek nieuwe gebouwen. De kerk en haar rijke inrichting werd volgens het oorspronkelijke plan na 1956 herbouwd. Tegenwoordig behoort de kerk tot de parochiegemeenschap van de binnenstad; het godshuis wordt in het bijzonder gebruikt voor niet-Duitstalige kerkdiensten en concerten.

## Architectuur
De kerk geldt als een van de belangrijkste barokke kerken in Noord-Duitsland. Het interieur wordt daarentegen overheerst door de rococostijl. Karakteristiek voor de Clemenskerk is de gedrongen, onregelmatig zeshoekige vorm met een door een lantaarn bekroonde koepel. Het bouwmateriaal bestaat uit de voor de architect typische combinatie van lichtkleurige zandsteen met rode baksteen. Los van de kerk staat zuidwestelijk van het gebouw een klokkentoren in de vorm van een campanile.

## Interieur
De plafondbeschildering werd door Johann Adam Schöpf uit München vervaardigd, de stucwerkdecoraties zijn van de hand van Jacob Rauch uit Wessobrunn. Het altaar is gewijd aan de heilige Clemens en het schilderij in het altaar stelt zijn martelaarschap voor. Ook in het fresco van de koepel wordt op dit thema teruggegrepen; het verbeeldt de hemelse verheerlijking van de heilige Clemens. Bijzonder zijn de blauwe zuilen die herinneren aan bisschop Clemens August I van Beieren die opdracht gaf tot de bouw van de kerk en het hospitaal. Het ontbreekt in de kerk aan een galerij voor een orgel. Bij de bouw van de kerk werd in het zijdelings aangrenzende, niet meer bestaande, gebouw een orgelkamer aangelegd. Via een opening naar de kerk klonk de orgelmuziek de ruimte door. Dit venster is behouden en bevindt zich rechts van het altaar boven het zijaltaar. Het huidige orgel van de kerk werd gebouwd in 1973. De orgelkast dateert uit de tweede helft van de 18e eeuw en behoort niet tot de oorspronkelijke inrichting van de Clemenskerk.

## Afbeeldingen

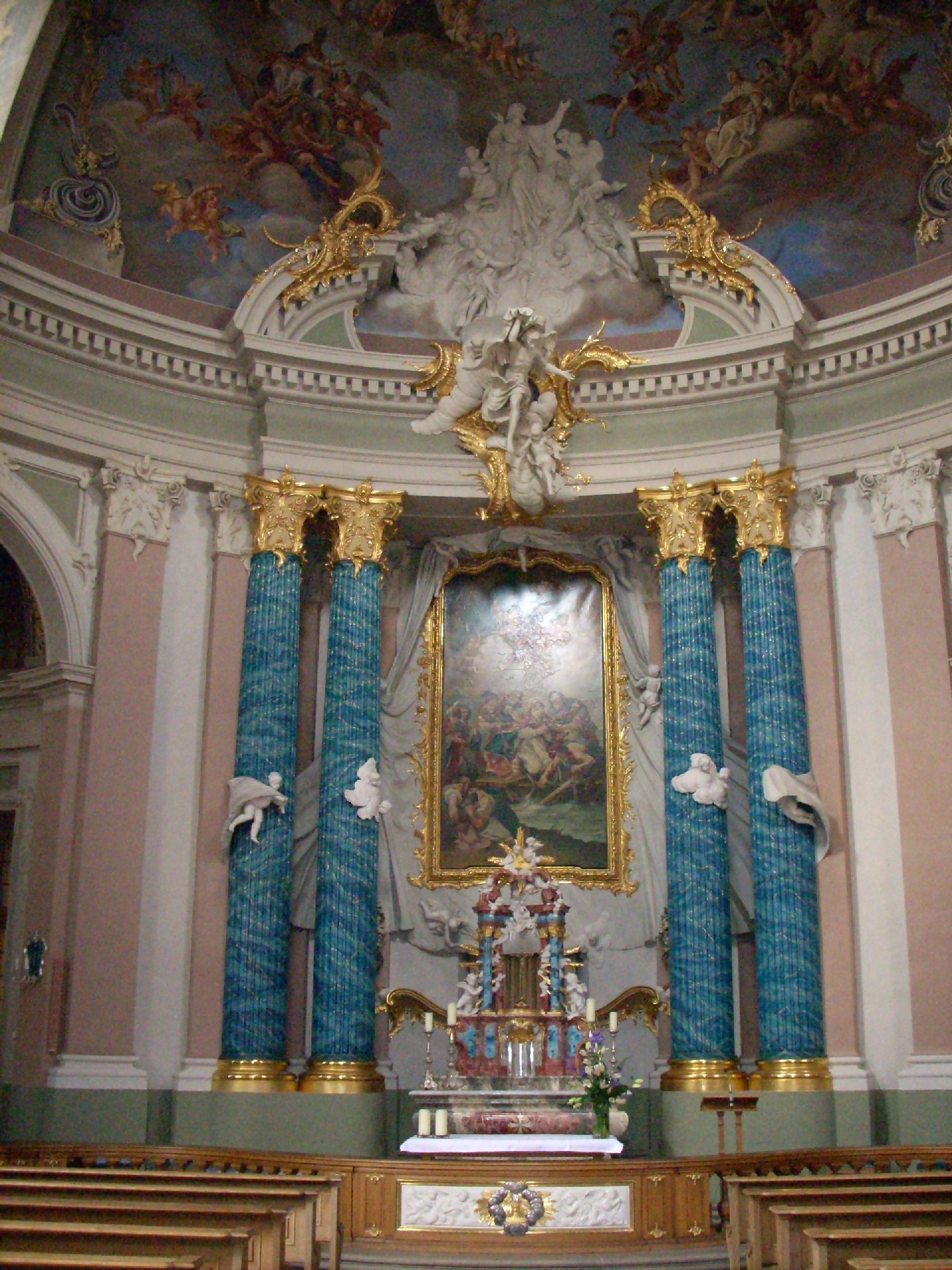
Hoofdaltaar
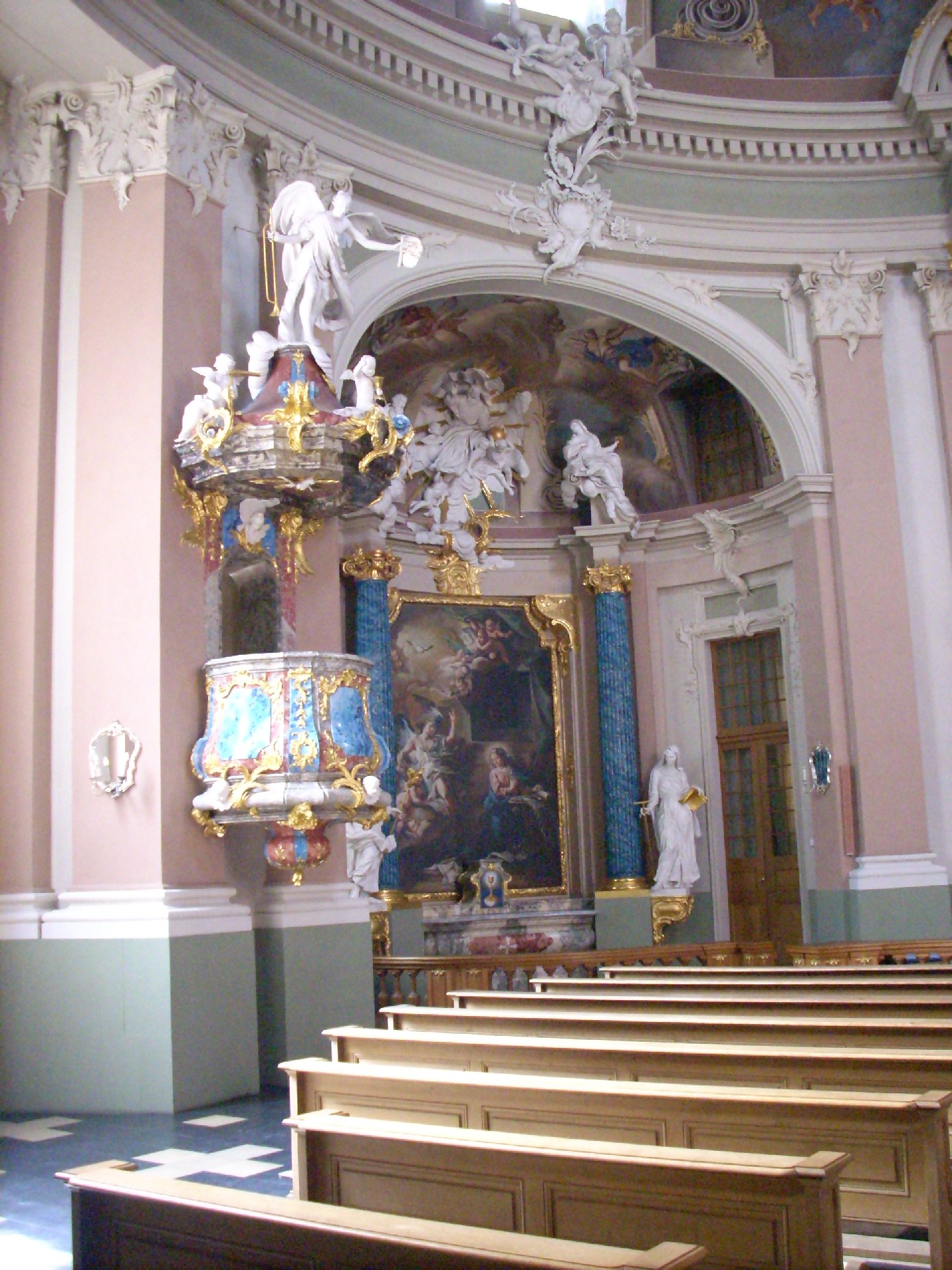
Linker zijaltaar
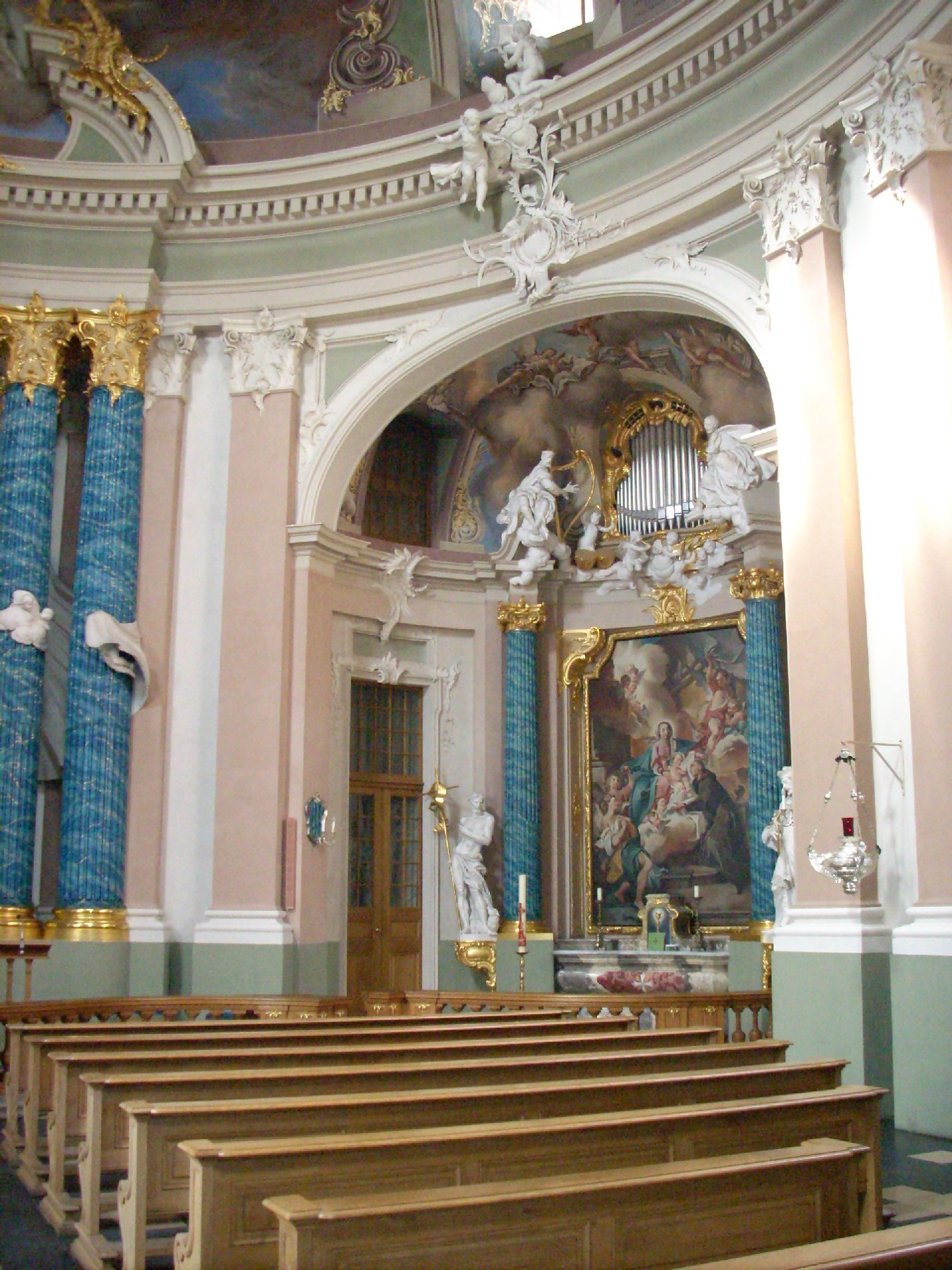
Rechter zijaltaar
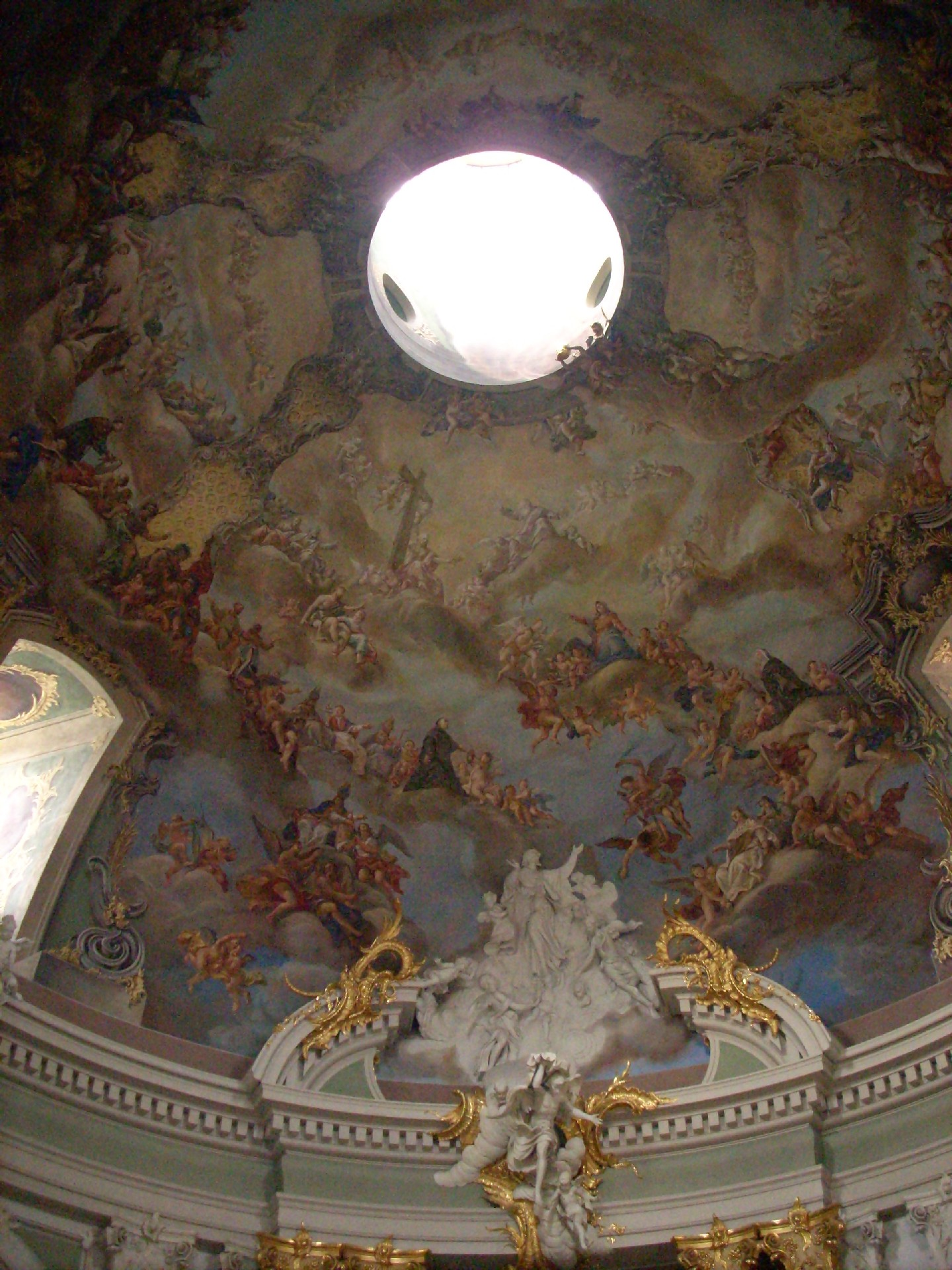
Plafondbeschildering